# Тоозі
То́озі (ест. Toosi küla) — село в Естонії, у волості Мулґі повіту Вільяндімаа.

## Населення
Чисельність населення на 31 грудня 2011 року становила 22 особи.

## Історія
З 11 липня 1991 до 24 жовтня 2017 року село входило до складу волості Галлісте.